# ナイジェリア大学
ナイジェリア大学（英語: University of Nigeria）は、ナイジェリアのンスカにある大学。ナイジェリア初代大統領ンナムディ・アジキウェにより創設され、ナイジェリア最初の現地民による大学である。国内トップクラスの大学と評価されている。モットーは「人間の尊厳の回復」（To Restore the Dignity of Man）。

## 歴史
1960年10月17日に220人の学生、13人の教職員と共に開講、開校式は初代ナイジェリア大統領で当時の暫定評議会議長ンナムディ・アジキウェ、アメリカ合衆国ミシガン州立大学長ジョン・ハナーによって演説が行われた。
2020年12月1日、ジェームス・チュクマ・オボンナ元副学長が令和2年度外務大臣表彰を受賞。

## 学術
- 作家チヌア・アチェベが1970年代以来、研究、教育を行う。
- 1972年、天文学者サミュエル・オコイエ（英語版）は宇宙研究センター（アフリカの数少ない宇宙研究機関、天文学コースの教授（学部・大学院）を行う）をナイジェリア大学に設立。

## キャンパス
- ナイジェリア大学・ンスカキャンパス（University of Nigeria, Nsukka（UNN））
  - 農学部、人文学部、生物学部、教育学部、工学部、薬学部、物理学部、社会科学部、獣医学部
- ナイジェリア大学・エヌグキャンパス（University of Nigeria Enugu campus（UNEC））
  - 医学部、法学部、経営管理学部、健康科学・技術学部、環境学部
  - エヌグの医学部は、ナイジェリア大学研修病院（University of Nigeria Teaching Hospital、UNTH）と連携し活動している。アフリカ最初の心臓外科手術を1974年に行った学校で、今日でも西アフリカ地域の心臓学権威となっている。
- ナイジェリア大学・アバキャンパス（Aba Campus）
  - ナイジェリア大学・ナイジェリア諸語研究所
- ナイジェリア大学・イトゥク・オザラキャンパス（Itukku Ozalla Campus）
  - ナイジェリア大学・教育病院